# 조성환 (1985년)
조성환(1985년 3월 25일 ~)은 S.리그 의 우드랜즈 웰링턴에서 뛰고 있는 대한민국의 남자 축구 선수이다.